# Emily Ruete
Emily Ruete (Paleis Beit il Mtoni (Zanzibar), 30 augustus 1844 - Jena (Duitsland), 29 februari 1924) werd geboren als Sayyida Salme, de jongste van de 36 kinderen van Said bin Sultan, sultan van Muscat en Oman. Haar autobiografie Memoiren einer arabischen Prinzessin (1886) werd vele malen herdrukt en vertaald in het Engels en het Frans.

## Jeugd in Zanzibar
Sayyida (prinses) Salme werd geboren op 30 augustus 1844 als dochter van sultan Said en diens Circassische concubine Jilfidan. Ze groeide op in verschillende paleizen van de koninklijke familie. In het geheim leerde ze zichzelf lezen en schrijven.
In 1856, toen ze twaalf jaar oud was, overleed haar vader en werd zij meerderjarig verklaard, zodat ze het erfdeel van haar vader in ontvangst kon nemen. Dit bestond uit een plantage met woning en een geldbedrag. Twee oudere broers werden sultan van Muscat en Oman, respectievelijk Zanzibar.
Drie jaar later overleed haar moeder en kreeg Salme ook haar moeders erfdeel, dat bestond uit drie plantages. In hetzelfde jaar kregen haar broers die sultan waren ruzie. Zij fungeerde – omdat zij kon schrijven – als secretaris voor een van de twee partijen. Aan de opstand werd een einde gemaakt door een Engelse kanonneerboot.
Salme trok zich in eerste instantie terug op een van landgoederen, maar ging daarna weer wonen in het paleis van Stone Town in de hoofdstad Zanzibar. Hier leerde zij de Duitse koopman Rudolph Heinrich Ruete (1839-1870) kennen. Toen haar zwangerschap van zijn kind niet langer te verbergen was, in augustus 1866, vluchtte zij aan boord van het Britse fregat H.M.S. Highflyer, dat op weg was naar de Britse kolonie Aden. Hier bekeerde Salme zich tot het christendom en liet zich dopen met de naam Emily. Op 30 mei 1867 trouwde zij met Heinrich Ruete. In december 1866 werd in Aden hun zoon Heinrich geboren. De baby overleed tijdens de reis naar Duitsland in de zomer van 1867.

## Leven als "ballinge" in Europa

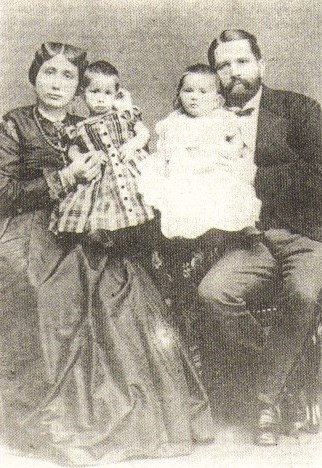
Emily Ruete met haar gezin

Emily en Heinrich Ruete gingen in Hamburg wonen. Hier werden nog een zoon en twee dochters geboren:
- Antonie Thawke Ruete (24 maart 1868-?), in 1898 getrouwd met Eugene Brandeis (1846-1919).
- Rudolph Said-Ruete (13 april 1869-1 mei 1946), journalist en schrijver. Vanwege de opkomst van de nazi's verhuisde hij in 1934 naar Londen en werd Brits staatsburger.
- Rosalie Ghuza Ruete (16 april 1870-?), getrouwd met de Pruisische generaal-majoor Martin Troemer.

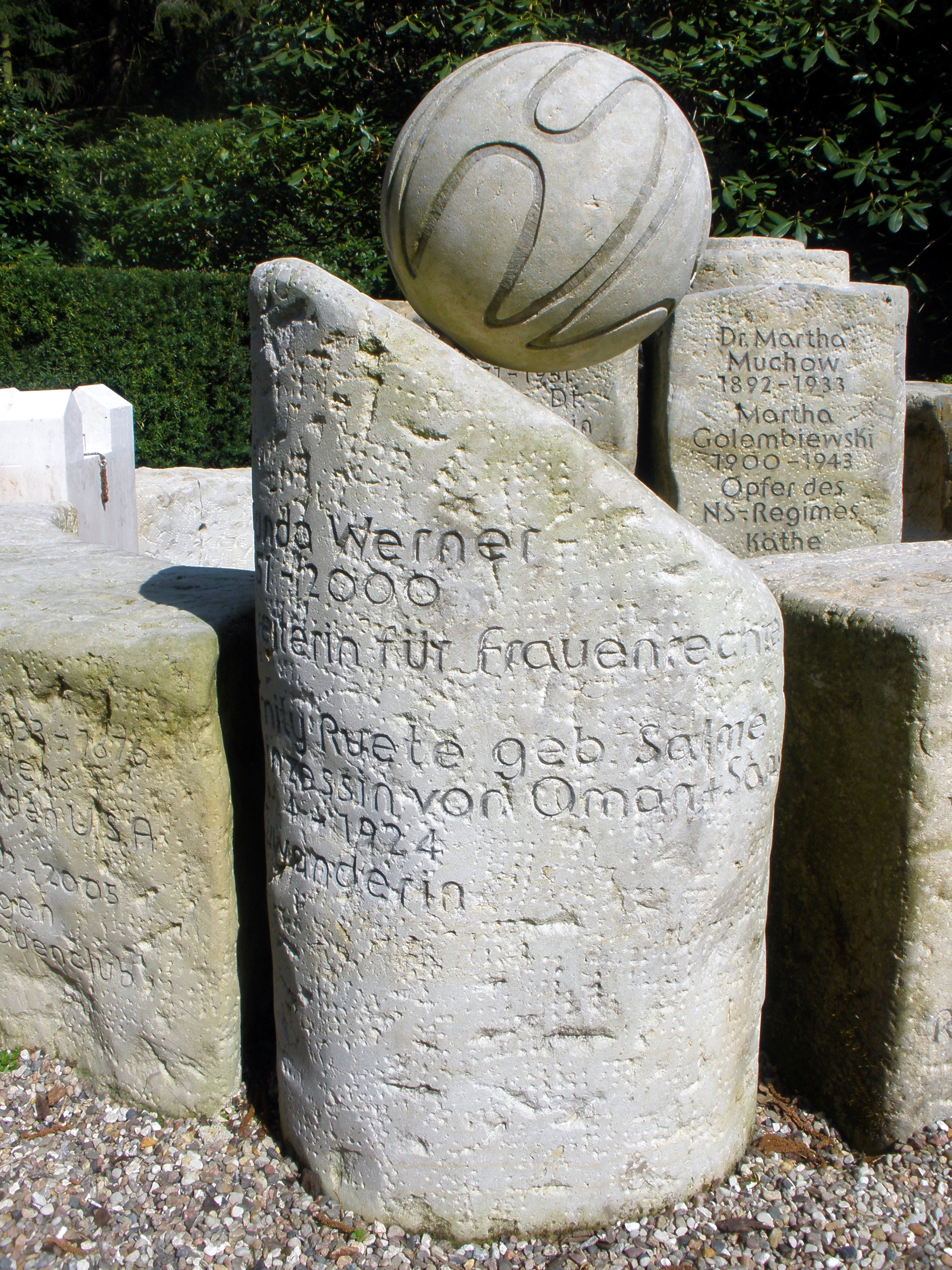
Graf in Hamburg

Echtgenoot Heinrich Ruete overleed in 1870 ten gevolge van een verkeersongeluk met een paardentram. Emily kwam daarna in financiële problemen omdat de autoriteiten haar recht op haar erfenis niet erkenden. Mede om haar financiële positie te verbeteren schreef ze haar Memoiren einer arabischen Prinzessin, de eerste bekende memoires van een Arabische vrouw. Ze gaf ook les in de Arabische taal.
Emily Ruete raakte verwikkeld in de koloniale aspiraties van Otto von Bismarck, die mogelijk haar zoon Rudolph wilde installeren als sultan van Zanzibar. In 1885 en 1888 bezocht ze Zanzibar. Tussen 1889 en 1914 woonde ze in Beiroet en Jaffa. Ze overleed op 79-jarige leeftijd in Jena en is begraven op Friedhof Ohlsdorf in Hamburg, naast haar echtgenoot.

## Archief en bibliotheek Said-Ruete

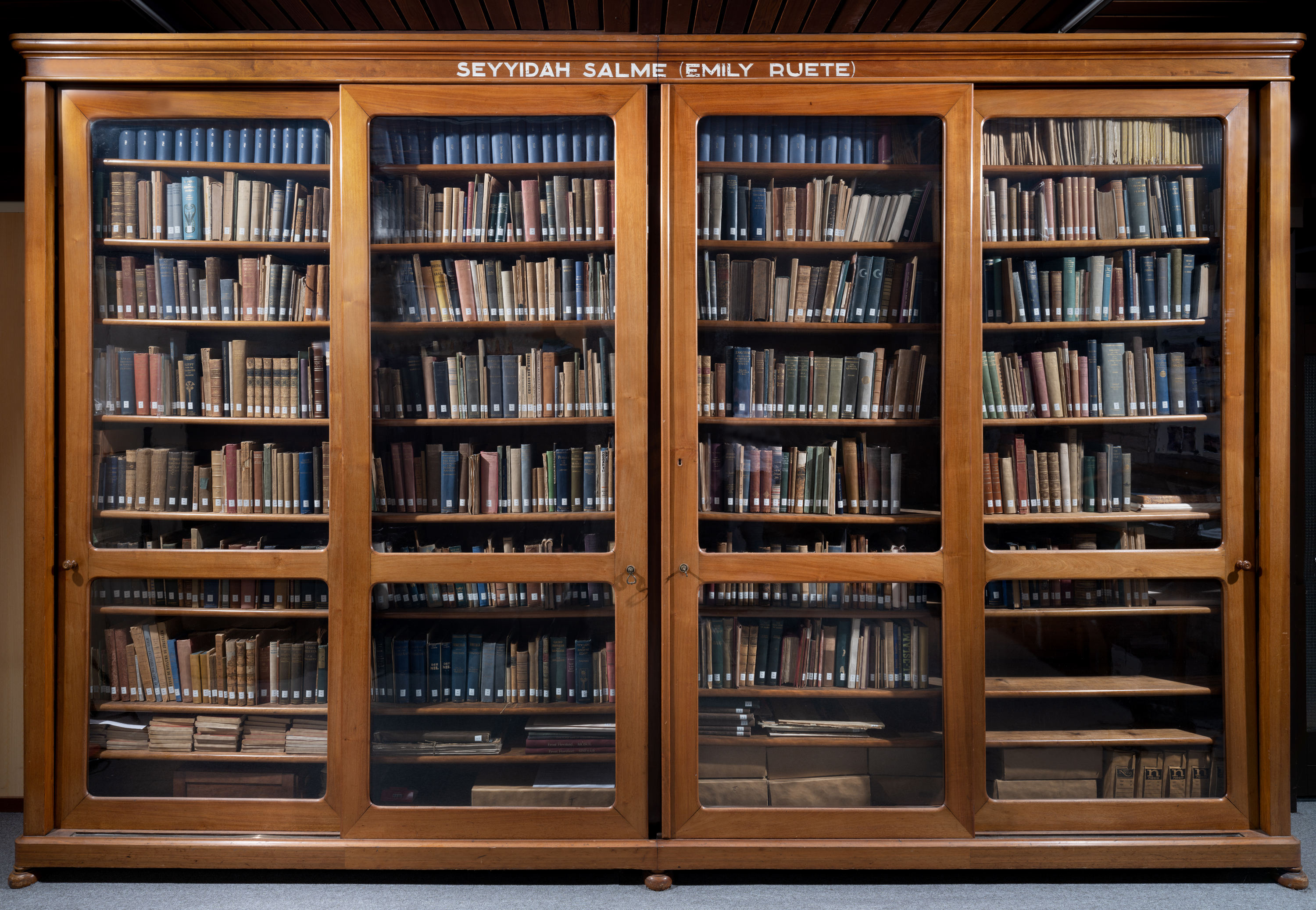
Bibliotheek Said-Ruete

Emily was in 1887 bevriend geraakt met de Nederlandse oriëntalist Christiaan Snouck Hurgronje. Haar zoon Rudolph Said-Ruete schonk in 1937 haar boekenverzameling aan het Oosters Instituut in Leiden, dat was opgericht ter ere van Snouck Hurgronje. De boeken werden opgesteld in het Snouck Hurgronjehuis (Rapenburg 61), waar het instituut zetelde. Later werden de boeken samen met ander materiaal van het Oosters Instituut ondergebracht bij het Nederlands Instituut voor het Nabije Oosten. Het archief van Emily en Rudolph wordt anno 2021 bewaard in de Universiteitsbibliotheek Leiden (persoonlijke documenten, foto’s en correspondentie van moeder en zoon).
Andere papieren en memorabilia zijn in bezit van een achterkleinzoon van Emily in de Verenigde Staten.

## Museum
In het Paleis van de Sultan van Zanzibar, gebouwd door haar broer sultan Barghash, is een vaste tentoonstelling over Emily Ruete.

## Trivia
In 2019 werd in Hamburg (stadsdeel Uhlenhorst) een plein naar Emily Ruete vernoemd. In 2020 werd die vernoeming ongedaan gemaakt omdat zij -zelf dochter van een slavin- als erfgename van de sultan slaven als huispersoneel had en zich in haar memoires relativerend had uitgelaten over de slavernij.

### Fictie
- Mary M. Kaye, Trade Wind. London (1963).
- Nicole Vosseler, Sterne über Sansibar. Köln (2010). ISBN 978-3785723814.
- Lukas Hartmann, Abschied von Sansibar. Zürich (2013). ISBN 9783257068672.

- Bibliothèque nationale de France: cb122290351 (data)
- Catàleg d'autoritats de noms i títols de Catalunya: 981058519991306706
- Gemeinsame Normdatei: 118852736
- International Standard Name Identifier: 0000 0001 0905 5591
- Library of Congress Control Number: n83149451
- Nationale Bibliotheek van Tsjechië: xx0330061
- Nationale Bibliotheek van Israël: 987007267453105171
- Nederlandse Thesaurus van Auteursnamen: 074004409
- LIBRIS: 88354
- Système universitaire de documentation: 030982898
- Trove: 1450459
- Virtual International Authority File: 59135369
- WorldCat: E39PBJqQwDmW6bMm9kkWgwQg8C